# Villanueva de Oscos
Villanueva de Oscos è un comune spagnolo di 419 abitanti situato nella comunità autonoma delle Asturie. Nel comune si parla l'eonaviego, variante galiziana con tratti asturiani.